# Svarttjärnen (Stora Tuna socken, Dalarna)
Svarttjärnen är en sjö i Borlänge kommun i Dalarna och ingår i Dalälvens huvudavrinningsområde.